# Синибальди, Алехандро
Алеха́ндро Синиба́льди (исп. Alejandro Manuel Sinibaldi Castro; 1825, Гватемала — 1896, Гватемала) — гватемальский политический деятель, вице-президент страны, исполнял обязанности президента Гватемалы с апреля 1885 года после гибели его предшественника Хусто Руфино Барриоса в сражении с войсками Сальвадора.

## Биография
У Синибальди были итальянские корни. Он был богатым бизнесменом, который стал «первым назначенным на пост президента», что по современным нормам эквивалентно должности вице-президента. После убийства Барриоса 2 апреля 1885 года в Сальвадоре, Синибальди Кастро стал исполняющим обязанности президента. Однако, учитывая, что Синибальди Кастро не имел необходимых политических связей, на него было оказано давление с целью отправить в отставку. Синибальди передал свой пост генералу Мануэль Барильяс Берсиан 20 марта того же года.